# Havlíčkův Brod
Havlíčkův Brod (före år 1945: Německý Brod, tyska: Deutschbrod) är en stad i regionen Vysočina i södra Tjeckien. Havlíčkův Brod, som för första gången nämns i ett dokument från år 1269, hade 23 234 invånare år 2016.